# Moloy
Moloy település Franciaországban, Côte-d’Or megyében. Lakosainak száma 235 fő (2022. január 1.). Moloy Salives, Courtivron és Frénois községekkel határos.

## Népesség
A település népességének változása:
| Lakosok száma | 215  | 207  | 210  | 223  | 217  | 225  | 233  | 233  | 237  | 235  |
|               | 1968 | 1982 | 1990 | 2006 | 2013 | 2015 | 2017 | 2019 | 2020 | 2022 |